# Lasianthus dichotomus
Lasianthus dichotomus är en måreväxtart som beskrevs av Robert Wight. Lasianthus dichotomus ingår i släktet Lasianthus och familjen måreväxter. Inga underarter finns listade i Catalogue of Life.